# Horyszkowśkie
Horyszkowśkie (ukr. Горишківське) – wieś na Ukrainie, w obwodzie winnickim, w rejonie tomaszpolskim.